# Ehsan Moradian
Ehsan Moradian (tiếng Ba Tư: احسان مرادیان) là một thủ môn bóng đá người Iran hiện tại thi đấu cho câu lạc bộ Iran Foolad ở Persian Gulf Pro League.

## Sự nghiệp câu lạc bộ
Moradian gia nhập Esteghlal Ahvaz vào mùa hè năm 2015. Anh có màn ra mắt cho Esteghlal Ahvaz ngày 28 tháng 1 năm 2015 trước Malavan mà anh ra sân với tư cách đá chính.

## Thống kê sự nghiệp câu lạc bộ
Tính đến 28 tháng 1 năm 2016
| Câu lạc bộ          | Hạng đấu            | Mùa giải            | Giải vô địch | Giải vô địch | Cúp Hazfi | Cúp Hazfi | Châu Á  | Châu Á    | Tổng    | Tổng      |
| Câu lạc bộ          | Hạng đấu            | Mùa giải            | Số trận      | Bàn thắng    | Số trận   | Bàn thắng | Số trận | Bàn thắng | Số trận | Bàn thắng |
| ------------------- | ------------------- | ------------------- | ------------ | ------------ | --------- | --------- | ------- | --------- | ------- | --------- |
| Naft Gachsaran      | Hạng đấu 11         | 2014–15             | 0            | 0            | 0         | 0         | –       | –         | 0       | 0         |
| Esteghlal Ahvaz     | Pro League          | 2015–16             | 1            | 0            | 0         | 0         | –       | –         | 1       | 0         |
| Tổng cộng sự nghiệp | Tổng cộng sự nghiệp | Tổng cộng sự nghiệp | 1            | 0            | 0         | 0         | 0       | 0         | 1       | 0         |